# Belorechensk
Belorechensk (em russo: Белоре́ченск) é uma cidade em Krasnodar Krai, na Rússia, localizada às margens do rio Belaya, de onde leva seu nome. A cidade, junto de suas periferias rurais conforma a o assentamento urbano de Belorechenskoye.

## História
Inicialmente estabelecida como um assentamento cossaco em 1862, Belorechensk teve o status de cidade concedido em 1958. Durante o período comunista, um campo de concentração soviético foi instalado dentro dos limites do município. Belorechensk foi brevemente ocupada pela Alemanha na Segunda Guerra Mundial.